# Fernão do Pó
Fernão do Pó, també anomenat Fernão Pó, Fernando Pó, Fernando Poo (segle XV) va ser un navegant i explorador portuguès de la costa occidental africana. Va descobrir les illes del golf de Guinea al voltant de 1472, una de les quals va mantenir el seu nom fins a mitjans del segle XX com a Fernando Pó o Fernando Poo. També explorà l'estuari del riu Wouri, a l'actual Camerun, anomenant-lo «rio dos Camarões», d'on procedeix el nom de Camerun.
Se sap poca cosa sobre la seva vida. Fou un dels navegants que treballava per a Fernão Gomes, junt a João de Santarém, Pedro Escobar, Lopo Gonçalves i Pedro de Sintra, un comerciant de Lisboa al qual el rei Alfons V de Portugal li havia concedit el monopoli del comerç a bona part del golf de Guinea el 1469.
Fernão do Pó descobrí les illes del golf de Guinea al voltant de 1472. L'actual Bioko, a la Guinea Equatorial va tenir el seu nom fins a mitjans del segle xx. El seu nom també se li donà a diversos indrets del Camerun, Portugal, Sierra Leona o São Tomé i Príncipe.